# Bavarois
Pour les articles homonymes, voir Bavarois (homonymie) et bar.
Le bavarois (Bairisch ), également appelé austro-bavarois, est un groupe de dialectes allemands. Il forme avec l'alémanique le groupe de l'allemand supérieur. Il est parlé en Bavière, mais plus de la moitié des locuteurs se trouvent en dehors du land : il est également parlé dans toute l'Autriche à l'exception du Vorarlberg, dans la commune suisse de Samnaun ainsi que dans le Tyrol du Sud et dans quelques îlots en Carnie.
À l'inverse, il existe également en Bavière des dialectes qui ne sont pas bavarois, comme en Franconie ou dans la Souabe bavaroise. La linguistique germanophone utilise le terme de Bairisch plutôt que Bayerisch, un terme politiquement associé au land de Bavière.

## Domaine

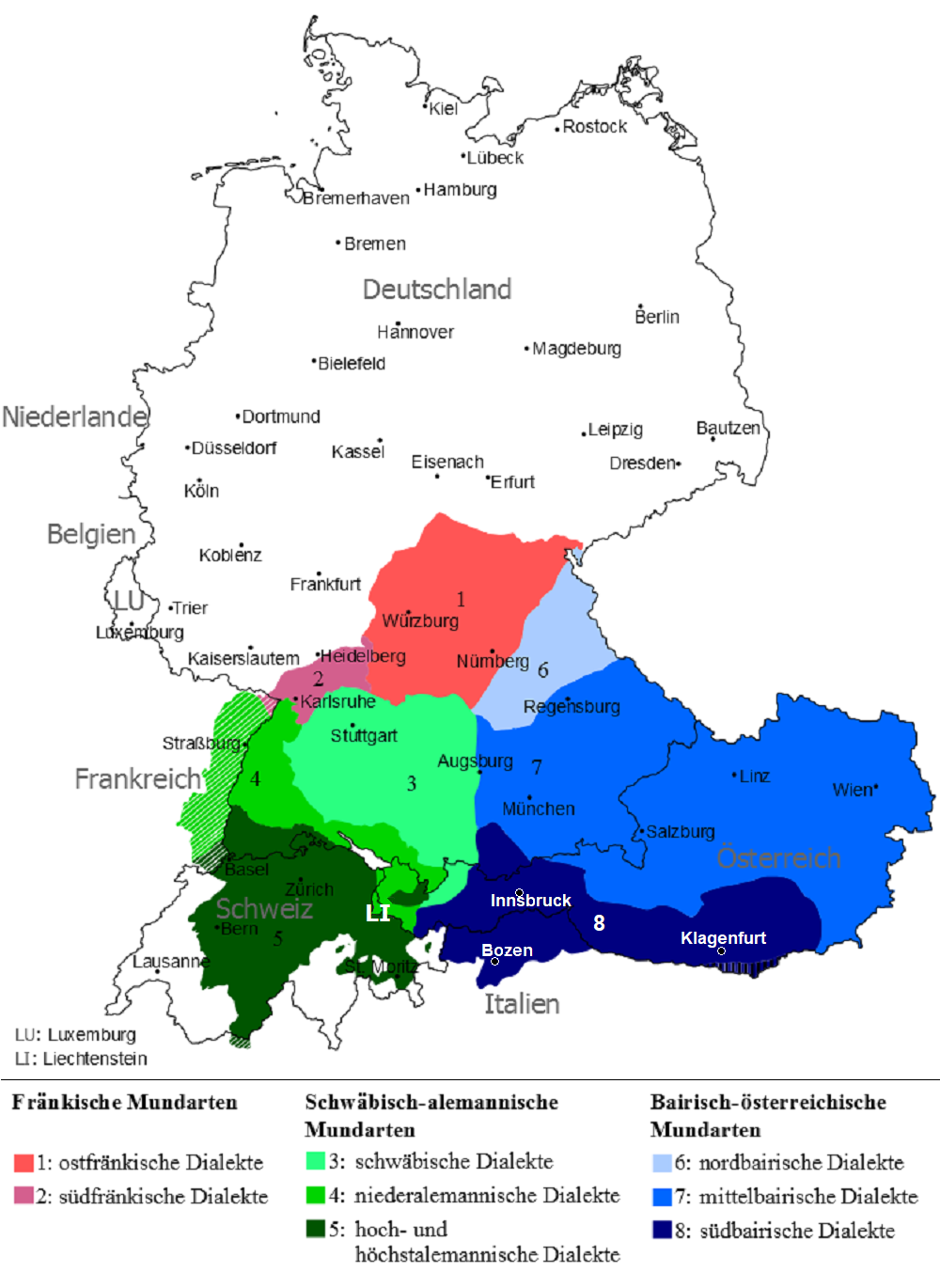
Le bavarois au sein du groupe de l'allemand supérieur : bavarois du Nord (bleu clair), moyen-bavarois (bleu) et bavarois du Sud (bleu foncé).

Comptant plus de 12 millions de locuteurs, le bavarois (ou allemand est-supérieur) forme le groupe de dialectes allemands le plus important. Les régions suivantes appartiennent au domaine du bavarois :
- Bavière : Haute-Bavière, Basse-Bavière, Haut-Palatinat, ainsi que le district Aichach-Friedberg (Souabe) ;
- Toutes les régions d'Autriche à l'exception de Vorarlberg ainsi que Außerfern au nord du Tyrol ;
- Tyrol du Sud (Italie) ;
- Samnaun dans les Grisons (Suisse) ;
- La population allemande du sud et de l'ouest de la Bohême (République tchèque).

Le bavarois forme avec l'alémanique le groupe de l'allemand supérieur, sous-groupe du haut-allemand.

## Avant-propos sur l'orthographe et la prononciation
Il n'existe pas d'orthographe officielle et unifiée pour le bavarois et les différences régionales peuvent être très importantes. Il existe cependant certaines tendances, notamment dans la poésie et la littérature. L'orthographe bavaroise est généralement fortement inspirée de l'orthographe allemande, avec cependant quelques conventions supplémentaires. De plus amples détails sur l'écriture utilisée, notamment dans cet article, et la prononciation associée sont fournis plus bas.

## Structure interne
Au moyen d'isoglosses historiques, le bavarois peut être géographiquement divisé en bavarois du nord, moyen-bavarois et bavarois du sud[réf. nécessaire].

### Bavarois du Nord
Le bavarois du Nord est parlé dans une grande partie du Haut-Palatinat tandis qu’on parle une forme mixte de bavarois du nord et moyen-bavarois dans la capitale Ratisbonne et ses environs, ainsi que dans la partie nord des forêts de Bavière et de Bohême.
Il se distingue en particulier par les diphtongues « tombantes ». Bruder (« frère ») est par exemple broùda, au lieu de bruàda comme au sud du Danube. Par ailleurs, on rencontre le pronom personnel deß au lieu de dia pour la deuxième personne du pluriel (ihr en haut-allemand).

### Moyen-bavarois
Le moyen-bavarois est parlé en Basse-Bavière, Haute-Bavière, dans le sud du Haut-Palatinat, en Haute-Autriche, en Styrie supérieure, à Vienne, dans le Burgenland et dans une partie des basses terres tyroliennes et de la région de Salzbourg.
Il a une grande influence sur ses dialectes cousins du nord et du sud, étant donné que presque toutes les villes importantes de la zone linguistique bavaroise se trouvent à proximité du Danube. Le moyen-bavarois bénéficie en conséquence d'un plus grand prestige et est largement connu à l’extérieur de la zone linguistique. Les différences régionales dans les basses plaines du Danube sont en général moins importantes que celles dans les différentes vallées alpines du bavarois du Sud.
Le principal signe de ce dialecte est que les consonnes sourdes (fortis) /p/, /t/, /k/ sont amorties en consonnes sonores /b/, /d/, /g/, par exemple : Bech, Dåg, Gnecht pour Pech, Tag, Knecht (« malchance, jour, valet »). Seul /k/ en tant que son initial avant une voyelle reste sourd (par exemple dans Kua pour Kuh, « vache »). De plus le -n final est amuï et la voyelle qui le précédait est nasalisée, comme dans ko (kann, 3e personne du singulier du présent de können, « pouvoir ») ou Mo (Mann, « homme »).
Le moyen-bavarois peut également être séparé en deux variantes : est et ouest. La limite entre ces deux variantes se déplace graduellement vers l'ouest, sous l'influence viennoise, entre la Basse-Autriche et la frontière austro-allemande. Malgré l'atténuation des dialectes dans les grandes villes de la région du Danube, les dialectes de Munich et Vienne passent pour des références du moyen-bavarois ouest et est. Voici quelques isoglosses caractéristiques de la relation entre les variantes est et ouest :
| Isoglosse              | Variante ouest      | Variante est      | Allemand              | Français                           | Néerlandais           | Anglais           |
| ---------------------- | ------------------- | ----------------- | --------------------- | ---------------------------------- | --------------------- | ----------------- |
| 2e personne du pluriel | eß                  | öß                | ihr                   | « vous »                           | jullie                | you               |
| oa vs. à               | oans, zwoa          | âns, zwâ          | eins, zwei            | « un, deux »                       | een, twee             | one, two          |
|                        | gloa, gleana        | glà, glàna        | klein, kleiner        | « petit, plus petit »              | klein, kleiner        | small, smaller    |
|                        | Stoa                | Stà               | Stein                 | « pierre »                         | steen                 | stone             |
|                        | hoaß, hoazn         | hàß, hàzn         | heiß, heizen          | « chaud, chauffer »                | heet                  | heat              |
| mais                   | nàà                 | nàà               | nein                  | « non »                            | nee                   | no                |
| ar vs. oa              | i fahr, mia fahr ma | i foa, mia foa ma | ich fahre, wir fahren | « je conduis » « nous conduisons » | ik rij(d), wij rijden | I drive, we drive |
|                        | hart, härter        | hoat, härter      | hart, härter          | « dur, plus dur »                  | hard, harder          | hard, harder      |
|                        | Gfahr, gfàhrli      | Gfoar, gfeali     | Gefahr, gefährlich    | « danger, dangereux »              | gevaarlijk            | dangerous         |
| ui vs. üü              | fui                 | füü               | viel                  | « beaucoup »                       | veel/menige           | many              |
|                        | Spui, spöin         | Spüü, spüün       | Spiel, spielen        | « jeu, jouer »                     | spelen                | play              |
|                        | i wui, mia woin     | i wüü, mia woin   | ich will, wir wollen  | « je veux, nous voulons »          | ik wil, we willen     | I want, we want   |

La limite n'est pas facile à tracer car même à l'extrême-est de l'Autriche (Burgenland) on entend encore le [oa] historique au lieu du [à] viennois, ainsi que dans les régions rurales de Haute et Basse-Autriche on entend encore les terminaisons typiques  du « vieux » bavarois en [a] et la diphtongue [ui] ainsi que [oa].

### Bavarois du Sud
Le bavarois du Sud est parlé au Tyrol, au Tyrol du Sud, en Carinthie, dans une partie de la Styrie, en particulier à l'ouest, ainsi que dans les îlots allemands de Carnie. Presque toute la Styrie et le Land de Salzbourg sont dans la zone de transition entre le bavarois du Sud et le moyen-bavarois.
Le bavarois du Sud ne connaît pas la prononciation comme voyelle du /r/, qui progresse néanmoins dans les dialectes des villes. Après des voyelles un /l/ ne devient pas la voyelle /i/ mais un son entre /i/ et /u/ (noté ü). En outre certains dialectes du bavarois du sud distinguent entre des sons forts et faibles comme Dåch parallèlement à Tåg pour « jour », le vieux /k/ ayant subi une mutation consonantique pour devenir /kch/[Quoi ?] en Carinthie, dans des parties de Tyrol et Salzbourg, d'où le bavarois Kchlea pour l'allemand Klee (« trèfle »).
Le dialecte bas-bavarois de Carinthie présente entre autres la particularité suivante : en raison d'interférences avec le slovène, beaucoup de voyelles courtes en haut allemand deviennent longues (/a/ ⇒ /aː/), par exemple : Lås lei lafm, /låːs lei laːfm/ (en allemand Lass es nur laufen, « laisse-le courir »). Ce phénomène a par exemple pour conséquence de faire correspondre phonétiquement Ofen (« four ») et offen (« ouvert ») : /oːfm/.
Le dialecte de l'ouest de la Styrie se distingue par la diphtongaison de presque toutes les voyelles accentuées.

### Classification plus précise
La bavarois peut également, en plus des isoglosses historiques précités, être  subdivisé en d'autres dialectes qui sont  surtout rattachés à une région spécifique. On peut en particulier distinguer le viennois ou le munichois. En Autriche, on trouve également le Heanzisch dans le Burgenland, le dialecte styrien, les dialectes de Carinthie et les dialectes du Tyrol. Un dialecte particulier en Haute-Autriche est le Mühlviertlerisch ainsi que le Waidlersprach en Basse-Bavière. Le Zimbrisch et le Egerdeutsch viennent d'îlots en Italie et en Bohême.

## Phonologie

### Voyelles
Le bavarois distingue voyelles courtes et longues ; à l'écrit cependant, ces différences n'apparaissent pas, mais la distinction se fait, comme
en allemand, par le nombre de consonnes suivant la voyelle. Si aucune ou une seule consonne suit la voyelle, celle-ci est généralement longue, deux ou plusieurs consonnes suivent une voyelle courte. Les graphèmes ch et sch
sont comptés dans ce calcul comme une seule consonne, puisqu'ils ne correspondent qu'à un seul phonème /ʃ/.
La répartition des voyelles longues et courtes en bavarois diffère profondément du haut-allemand, de sorte qu’on a parfois l’impression qu’une voyelle courte en bavarois correspond à une longue en haut-allemand et inversement. Ceci n'est cependant que partiellement vrai.
Au total le bavarois distingue sept voyelles, chacune utilisée en deux variantes.
| Nom                              | Voyelle longue | Allemand | Français             | Néerlandais | Anglais       | Voyelle courte | Allemand  | Français    | Néerlandais    | Anglais     |
| -------------------------------- | -------------- | -------- | -------------------- | ----------- | ------------- | -------------- | --------- | ----------- | -------------- | ----------- |
| /a/ postérieur, écrit å, API [ɑ] | wås ⓘ          | was ⓘ    | quoi                 | wat         | what          | Wåssa ⓘ        | Wasser ⓘ  | eau         | water          | water       |
| /a/ antérieur, écrit à, API [ạ]  | Dràm ⓘ         | Traum ⓘ  | rêve                 | droom       | dream         | dràmma ⓘ       | träumen ⓘ | rêver       | dromen         | to dream    |
| /e/ mi-fermé (é français)        | ,              | ,        | vous pluriel, poulet | jou, kippen | you, chickens | ,              | ,         | parti, sale | aanweg, drekig | away, dirty |
| /e/ mi-ouvert (è français)       | Beda ⓘ         | Peter ⓘ  | Pierre               | Peter       | Peter         | bedt! ⓘ        | bete! ⓘ   | prie !      | navraag !      | request !   |
| /i/                              | gwiß ⓘ         | gewiss ⓘ | certain              | wis         | wisp          | wissn ⓘ        | wissen ⓘ  | savoir      | kennen / weten | know        |
| /o/                              | Ofa/Ofn ⓘ      | Ofen ⓘ   | four                 | oven        | oven          | offa/offn ⓘ    | offen ⓘ   | ouvert      | open           | open        |
| /u/                              | Zug ⓘ          | Zug ⓘ    | train                | trein       | train         | zrugg ⓘ        | zurück ⓘ  | retour      | terug          | back        |

## Grammaire

### Morphologie

#### Article
En bavarois, les substantifs sont divisés selon leur genre. Le genre n'est généralement pas reconnaissable au nom lui-même, mais à l'article défini qui l'accompagne :
| masculin                     | féminin                     | neutre (inexistant en français)  | pluriel (tous genres)             |
| ---------------------------- | --------------------------- | -------------------------------- | --------------------------------- |
| da Hund (der Hund, le chien) | d'Ruam (die Rübe, le navet) | as / s'Kind (das Kind, l'enfant) | de / d'Leid (die Leute, les gens) |

L'article défini désignant le féminin singulier, d'-, s'assimile souvent au son initial du nom qui le suit : il devient t'- avant f-, h-, s-, z-, b'- avant b-, m-, p- et g'- avant g-, k-. Par exemple :
| d’ > t’                       | d’ > b’                        | d’ > g’                           |
| ----------------------------- | ------------------------------ | --------------------------------- |
| t’Frau (die Frau, la femme)   | b’Bian (die Birne, la poire)   | g’Gafi (die Gabel, la fourchette) |
| t’Haud (die Haut, la peau)    | b’Muadda (die Mutter, la mère) | g’Kua (die Kuh, la vache)         |
| t’Sunn (die Sonne, le soleil) | b’Pfann (die Pfanne, la poêle) |                                   |

Avant f- il peut également devenir p'- : p’Frau.
Au contraire, l'article indéfini est identique pour les trois genres au nominatif (cas du sujet grammatical). Au contraire du haut allemand, le bavarois connaît également un article indéfini pour le pluriel (comme en français des) :
| masculin                     | féminin                                | neutre                         |
| ---------------------------- | -------------------------------------- | ------------------------------ |
| a Må (ein Mann, un homme)    | a Frau (eine Frau, une femme)          | a Kind (ein Kind, un enfant)   |
| oa Måna (Männer, des hommes) | oa Fraun / Frauan (Frauen, des femmes) | oa Kinda (Kinder, des enfants) |

En basilecte, le a avant une voyelle devient an. En bas-bavarois l'article indéfini au pluriel s'approche du son oi, en Carinthie ane et l'article défini conserve toujours la voyelle (de, jamais d'-)
L'article en bavarois se décline. La plupart des substantifs ayant perdu la marque du cas, la marque du cas est concentrée sur l'article.
| défini | masculin | féminin | neutre           | pluriel          |
| ------ | -------- | ------- | ---------------- | ---------------- |
| nom. : | da Hund  | d'Ruam  | as Kind / s'Kind | de Leid / d'Leid |
| dat. : | im Hund  | da Ruam | im Kind          | de Leid / d'Leid |
| acc. : | in Hund  | d'Ruam  | as Kind / s'Kind | de Leid / d'Leid |

| indéfini | masculin | féminin         | neutre  | pluriel   |
| -------- | -------- | --------------- | ------- | --------- |
| nom. :   | a Hund   | a Ruam          | a Kind  | oa Leid   |
| dat. :   | am Hund  | ana / oana Ruam | am Kind | oane Leid |
| acc. :   | an Hund  | a Ruam          | a Kind  | oa Leid   |

#### Lesubstantif
Le substantif appartient aux mots bavarois avec inflexion, la caractéristique principale étant le genre, comme dans d'autres langues germaniques, qui dépend rarement de l'objet désigné ; c'est pourquoi il doit être appris pour chaque mot.

##### Genredusubstantif
Le cas grammatical d'un substantif est marqué par l'article (voir ci-dessus). Dans la plupart des cas, le genre d'un substantif bavarois est le même que celui du mot correspondant en haut allemand. Il y a cependant quelques exceptions :
| Allemand                          | Bavarois      | Néerlandais   | Anglais     |  | Allemand                        | Bavarois      | Néerlandais    | Anglais         |
| --------------------------------- | ------------- | ------------- | ----------- |  | ------------------------------- | ------------- | -------------- | --------------- |
| die Butter (le beurre)            | da Budda      | de boter      | the butter  |  | das Liter (le litre)            | da Lidda**    | de liter       | the litre       |
| das Radio (la radio)              | da Radio      | de radio      | the radio   |  | das Meter (le mètre)            | da Mèdda**    | de meter       | the metre       |
| die Kartoffel (la pomme de terre) | da Kadoffi    | de aardappel  | potato      |  | die Schublade (le tiroir)       | da Schublån   | de lade        | the drawer      |
| die Zwiebel (l'oignon)            | da Zwiafi     | de ui         | the onion   |  | die Marmelade (la marmelade)    | da Mamalâd    | de jam         | the jam         |
| das Virus (le virus)              | da Virus**    | de virus      | the virus   |  | die Schokolade (le chocolat)    | da Tschoglâd  | de chocolade   | the choclate    |
| die Petersilie (le persil)        | da Bêdasui    | de peterselie | the parsley |  | die Ratte (la rate)             | da Råtz       | de rat         | the rat         |
| das Vaterunser (le Notre-Père)    | da Faddaunsa* | ons vader     | our father  |  | die Zecke (la tique)            | da Zegg       | de teek        | the tick        |
| der Monat (le mois)               | as Monat***   | de maand      | the month   |  | die Heuschrecke (la sauterelle) | da Heischregg | de sprinkhaan  | the grasshopper |
| das Heue (le foin)                | t'Heing       | de hooi       | the hay     |  | die Schnecke (l'escargot)       | da Schnegg    | de slak        | the snail       |
| der Tunnel (le tunnel)            | as Tunnöi     | de tunnel     | the tunnel  |  | die Spitze (la pointe)          | da Schbiez    | de top         | the top         |
| der Teller (l'assiette)           | as Della      | de plaat      | the plate   |  | der Kommentar (le commentaire)  | as Kommentar  | het commentaar | the comment     |

* En bavarois, „der Paternoster“ (rare) est également masculin.

** Cette variation, qui s'appuie sur le fait que les mots latin en -us et les mots allemands en -er sont presque toujours masculins, partage le bavarois avec le haut-allemand et le langage familier le bavarois et le haut-allemand dans la langue quotidienne.

*** En particulier dans les expressions usuelles „jeds Monat“ (jeden Monat, chaque mois), „nächsts Monat“ (nächsten Monat, le mois prochain), „letzts Monat“ (letzten Monat, le mois dernier), mais jamais pour les noms de mois : da Monad Mai (le mois de mai).

##### Le pluriel
Le bavarois a conservé trois des quatre cas allemands : nominatif, datif et accusatif. Les deux derniers coïncident en partie. Le génitif n’existe que dans des expressions figées. Comme en haut-allemand, le substantif n'est que rarement décliné, mais le cas apparaît par le biais de l'article.
Il existe plusieurs classes de déclinaison qui se démarquent principalement dans le cas du pluriel : une classification grossière peut se faire entre la déclinaison faible (ou classe N) et la déclinaison forte (ou classe A).
 Substantifs faibles 
Les substantifs faibles se terminent généralement par -n au pluriel. Beaucoup de féminins faibles se terminent déjà par -n au singulier. La forme plurielle est donc soit identique au singulier, soit obtenue par l'ajout d'un -a (par analogie avec les substantifs forts). Les masculins faibles possèdent une terminaison au singulier pour tous les cas sauf le nominatif, généralement -n (et le pluriel en -n également).
Parmi les substantifs faibles (W1), on compte les masculins et féminins se terminant par -n au pluriel ainsi que tous les féminins avec la terminaison du pluriel -an (la plupart se terminent au singulier par -ng ; la voyelle a y est épenthétique. Tous les masculins et neutres dont le singulier se terminent par -i se rangent également dans cette classe. Beaucoup des substantifs correspondants en haut-allemand sont cependant forts.
| W1: -n | Singulier | Pluriel | Allemand        | Français |  | Singulier | Pluriel   | Allemand            | Français |  | Singulier | Pluriel   | Allemand           | Français |
| ------ | --------- | ------- | --------------- | -------- |  | --------- | --------- | ------------------- | -------- |  | --------- | --------- | ------------------ | -------- |
| m:     | Hås       | Håsn    | Hase, Hasen     | lièvre   |  | Busch     | Buschn    | Busch, Büsche       | buisson  |  | Deifi     | Deifin    | Teufel, Teufel     | diable   |
| f: -n  | Brugg     | Bruggn  | Brücke, Brücken | pont     |  | Goaß      | Goaßn     | Geiß, Geißen        | chèvre   |  | Nuss      | Nussn     | Nuss, Nüsse        | noix     |
| f: -an | Dâm       | Dâman   | Dame, Damen     | dame     |  | Schlang   | Schlangan | Schlange, Schlangen | serpent  |  | Zeidung   | Zeidungan | Zeitung, Zeitungen | journal  |
| n:     | Oa        | Oan     | Ohr, Ohren      | oreille  |  | Bleami    | Bleamin   | Blume, Blumen       | fleur    |  | Stiggi    | Stiggin   | Stück, Stücke      | morceau  |

 Substantifs forts 
Dans le cas de la déclinaison forte, il n'y a pas de terminaison indiquant le cas. Le seul changement que subit le mot est le nombre, à savoir la différence entre le singulier et le pluriel. Il existe plusieurs façons de marquer le pluriel. Les masculins et neutres forts utilisent la terminaison -a, qui vient de la terminaison -er du moyen haut-allemand et qui est encore utilisée en haut-allemand moderne. Il existe cependant des mots qui appartiennent également à cette classe (avec un pluriel en -a) sans avoir jamais possédé de pluriel en -er. Le pluriel des féminins est souvent construit avec la terminaison -an, comme le mot Endung (terminaison) lui-même : oa Endung, zwoa Endungan.
On peut séparer les substantifs en plusieurs classes en fonction de leur pluriel. Les possibilités les plus fréquentes sont l'umlaut ou la suffixation, les deux pouvant également être combinées. Pour la terminaison du pluriel, on trouve -n (déclinaison faible) et -a, pour l'Umlaut, il existe plusieurs variantes :
| S1: Umlaut (UL) | Singulier  | Pluriel | Allemand (singulier) | Français |  | S2: UL + -a | Singulier | Pluriel | Allemand (singulier) | Français |
| --------------- | ---------- | ------- | -------------------- | -------- |  | ----------- | --------- | ------- | -------------------- | -------- |
| å > e           | Nåcht (f)  | Necht   | Nacht                | Nuit     |  |             | Lånd (n)  | Lenda   | Land                 | Pays     |
| o > e           | Dochta (f) | Dechta  | Tochter              | Fille    |  |             | Loch (n)  | Lecha   | Loch                 | Trou     |
| u > i           | Fuchs (m)  | Fichs   | Fuchs                | Renard   |  |             | Mund (m)  | Minda   | Mund                 | Bouche   |
| au > ai         | Maus (f)   | Mais    | Maus                 | Souris   |  |             | Haus (n)  | Haisa   | Haus                 | Maison   |
| oa > ea         | ---        | ---     | ---                  | ---      |  |             | Doaf (n)  | Deaffa  | Dorf                 | Village  |
| ua > ia         | Bruada (m) | Briada  | Bruder               | Frère    |  |             | Buach (n) | Biacha  | Buch                 | Livre    |
| åi, oi > äi, öi | Fåi (m)    | Fäi     | Fall                 | Chute    |  |             | Woid (m)  | Wöida   | Wald                 | Forêt    |

Les exemples ci-avant illustrent les classes 1 et 2 des substantifs forts, dont la marque est un umlaut au pluriel. La classe S1 ne possède pas d'autre marque du pluriel que l'umlaut (pas de terminaison). On trouve dans cette classe uniquement des masculins et féminins. La classe S2 est marquée par l'umlaut et la terminaison -a. On trouve dans cette classe quelques masculins et beaucoup de neutres.
La classe S3 contient tous les masculins, féminins et neutres sans umlaut au pluriel et avec la terminaison -a, ici la plupart des féminins se terminent au singulier par la terminaison -n venant à l'origine du datif. Quelques masculins dont la racine se termine par une voyelle possèdent la terminaison -na au pluriel : 
| S3: -a   | Singulier | Pluriel  | Allemand | Français  |  | Singulier | Pluriel | Allemand | Français |  | Singulier | Pluriel   | Allemand | Français |
| -------- | --------- | -------- | -------- | --------- |  | --------- | ------- | -------- | -------- |  | --------- | --------- | -------- | -------- |
| masc. :  | Bàm       | Bàma     | Baum     | arbre     |  | Må        | Måna    | Mann     | homme    |  | Stoa      | Stoana    | Stein    | pierre   |
| fem. :   | Flaschn   | Flaschna | Flasche  | bouteille |  | Ein       | Eina    | Eule     | hibou    |  | Paradeis  | Paradeisa | Tomate   | tomate   |
| neutre : | Kind      | Kinda    | Kind     | enfant    |  | Liacht    | Liachta | Licht    | lumière  |  | Gscheft   | Gschefta  | Geschäft | magasin  |

La dernière classe forte S4 est constituée des substantifs invariables au pluriel, par exemple Fisch (masc ; poisson) et Schaf (neutre ; mouton). Dans quelques dialectes les pluriels de ces substantifs s'expriment par un allongement ou raccourcissement de la voyelle. Cette classe contient principalement des masculins et neutres. Tous les féminins en -n qui appartiennent historiquement à la classe des substantifs faibles, peuvent également être classés ici, puisque leur pluriel n'est pas marqué : 'Àntn - Àntn' "Ente" (canard). Ces féminins évoluent cependant vers la classe S3 avec un pluriel en -a (voir l'exemple Ein "Eule" ci-avant).
On trouve également quelques pluriels irréguliers :
| Singulier           | Pluriel       | Allemand        | Français | Néerlandais | Anglais |
| ------------------- | ------------- | --------------- | -------- | ----------- | ------- |
| Boa, également Baia | Baian         | Baier           | Bavarois | baier       | baier   |
| Beng                | Benk          | (Sitz-)Bank     | banc     | bank        | bank    |
| Gscheng             | Gschenka      | Geschenk        | cadeau   | geschenk    | present |
| Aug                 | Aung          | Auge            | œil      | oog         | eye     |
| Fàggi               | Fàggin/Fàggla | Ferkel, Schwein | cochon   | varken      | pig     |
| Kaiwi               | Kaiwin/Kaibla | Kalb            | veau     | kalf        | calf    |

Les mots suivants n'existent qu'au pluriel : Leid (Leute, gens), Hiana (Hühner, volaille), Fiacha (das Vieh, le bétail).

##### Déclinaison du substantif
En allemand standard, tous les masculins faibles ont une terminaison pour tous les cas sauf le nominatif, mais il est courant de l'omettre dans la langue parlée. En bavarois, cette tendance est beaucoup plus forte et seuls quelques masculins faibles conservent leur terminaison, par exemple 'Hås' "Hase" (lièvre) et 'Bua' "Knabe, Junge" (garçon) :
|        | singulier | pluriel |  |     | singulier | pluriel  |
| ------ | --------- | ------- |  | --- | --------- | -------- |
| nom. : | da Hås    | t'Håsn  |  | nom | da Bua    | d'Buama  |
| dat. : | im Håsn   | di Håsn |  | dat | im Buam   | di Buama |
| acc. : | in Håsn   | t'Håsn  |  | akk | in Buam   | d'Buama  |

Baua, "Bauer" (agriculteur), Debb, "Depp" (sot) et quelques autres se déclinent comme Hås.
Le mot Råb, "Rabe" (corbeau) se décline comme Bua : pour tous les cas sauf le nominatif, -m prend la place du -b dans la racine : Råm. Le pluriel Råma est rare.

#### Pronoms

##### Pronoms personnels
Comme beaucoup de langues romanes et slaves, le bavarois possède pour une partie des pronoms personnels une forme pleine et une forme contractée (1re et 2e personnes du singulier au datif ; 3e personne du singulier et du pluriel à l'accusatif). Il existe également, comparable à l'allemand Sie, une forme de politesse utilisée au discours direct.
|           | 1re sg | 2e sg | 3e sg          | 1re pl | 2e pl       | 3e pl    | Forme de politesse |
| --------- | ------ | ----- | -------------- | ------ | ----------- | -------- | ------------------ |
| nom.      | i      | du    | ea, se, des    | mia    | eß / ia*    | se       | Si                 |
| contracté |        |       | -a, -'s, -'s   | -ma    | -'s         | -'s      | -'S                |
| dat.      | mia    | dia   | eam, iari, dem | uns    | enk / eich* | eana/sen | Eana               |
| contracté | -ma    | -da   |                |        |             |          |                    |
| acc.      | -mi    | -di   | eam, iari, des | uns    | enk / eich* | eana     | Eana               |
| contracté |        |       | -'n, -'s, -'s  |        |             | -'s      | Si                 |

* Ces formes « sonnent moins » bavaroises.
Lors de la combinaison de plusieurs pronoms personnels qui se contractent en -s, on insère la voyelle -a-. Au contraire de l'allemand, il existe plusieurs dispositions possibles. On peut également avoir plusieurs significations. Voici quelques exemples :
|      | contracté              | *(complet)                         | Allemand                           | Français                                                     |
| ---- | ---------------------- | ---------------------------------- | ---------------------------------- | ------------------------------------------------------------ |
| 1.a) | Håm's da's scho zoagt? | Håm s(e) d(ia) (de)s scho zoagt?   | Haben sie es dir schon gezeigt?    | Te l'ont-ils déjà montré ?                                   |
|      | ou:                    | Håm s(e) d(ia) s(e) scho zoagt?    | Haben sie sie dir schon gezeigt?   | Te les ont-ils déjà montrés ? ou Te l'ont-ils déjà montrée ? |
| 1.b) | Håm'sas da scho zoagt? | Håm s(e) (de)s d(ia) scho zoagt?   | Haben sie es dir schon gezeigt?    | Te l'ont-ils déjà montré ?                                   |
|      | ou:                    | Håm s(e) s(e) d(ia) scho zoagt?    | Haben sie sie dir schon gezeigt?   | Te les ont-ils déjà montrés ? ou Te l'ont-ils déjà montrée ? |
| 2.a) | Hådama'n nu neda gem?  | Håd (e)a m(ia) (de)n nu neda gem?  | Hat er ihn mir noch nicht gegeben? | Ne me l'a-t-il pas encore donné ?                            |
| 2.b) | Håda'n ma nu neda gem? | *Håd (e)a d(en) m(ia) nu neda gem? | Hat er ihn mir noch nicht gegeben? | Ne me l'a-t-il pas encore donné ?                            |

Remarque : s(e) ("sie") dans (1.a) et (1.b) est aussi ambigu que dans la phrase allemande (3e personne féminine du singulier ou 3e personne du pluriel.

##### Pronoms possessifs
Les pronoms possessifs ont au singulier des terminaisons différentes pour les trois genres, au contraire du pluriel où on a la même terminaison. Par exemple, le bavarois meina, qui correspond à l'allemand "meiner". Il se décline de la sorte :
|        | masculin | féminin | neutre | pluriel |
| ------ | -------- | ------- | ------ | ------- |
| nom. : | meina    | meine   | meis   | meine   |
| dat. : | meim     | meina   | meim   | meine   |
| acc. : | mein     | meine   | meis   | meine   |

Les pronoms deina et seina se décline de la même façon. Le pronom iara ("ihrer") est inspiré de l'allemand standard car le bavarois utilisait initialement le pronom seina également pour les possesseurs féminins.

##### Pronoms indéfinis et pronoms interrogatifs
Les pronoms indéfinis koana ("keiner" en allemand) ainsi que oana ("einer") se déclinent comme les pronoms possessifs ci-dessus. Comme en allemand, on peut combiner ces pronoms avec iagad- ("irgend-).
On a aussi les pronoms indéfinis ebba, ebbs ("jemand, etwas", quelqu'un, quelque chose) qui n'existent qu'au singulier et se déclinent comme suit :
|        | Personne (jemand) | Chose (etwas) |
| ------ | ----------------- | ------------- |
| nom. : | ebba              | ebbs          |
| dat. : | ebbam             | ebbam         |
| acc. : | ebban             | ebbs          |

Ces pronoms ne se différencient pas en fonction du genre.
Les pronoms interrogatifs wea, wås ("wer, was", qui, quoi) se déclinent :
|        | Personne (wer) | Chose (was) |
| ------ | -------------- | ----------- |
| nom. : | wea            | wås         |
| dat. : | wem            | wem         |
| acc. : | wen            | wås         |

#### Conjugaisondu verbe
Le bavarois ne possède qu'un seul temps simple, le présent. Tous les autres temps sont composés. Comme mode, on trouve en plus de l'indicatif et de l'impératif le subjonctif (Konjunktiv) qui correspond au subjonctif II (Konjunktiv II) de l'allemand standard.

##### Indicatif
Comme en allemand, l'indicatif est le mode du réel. Il est formé par l'ajout de différentes terminaisons à la racine du verbe et est généralement plutôt proche de l'indicatif allemand. Les terminaisons du pluriel diffèrent en partie de l'allemand. Les terminaisons sont les mêmes pour les verbes forts (irréguliers) et les verbes faibles (réguliers). Voici par exemple les conjugaisons au présent de l'indicatif de macha (machen, faire) et brecha (brechen, casser) :
| Verbe faible | Singulier | Pluriel        |  | Verbe fort   | Singulier  | Pluriel         |
| ------------ | --------- | -------------- |  | ------------ | ---------- | --------------- |
| 1re personne | i mach    | mia machan*    |  | 1re personne | i brich    | mia brechan*    |
| 2e personne  | du machst | eß machts      |  | 2e personne  | du brichst | eß brechts      |
| 3e personne  | er macht  | se machan(t)** |  | 3e personne  | er bricht  | se brechan(t)** |

*Voir le paragraphe suivant.

**Il est à noter que dans certaines régions (par exemple en Carinthie), le -t de l'allemand pour la troisième personne du pluriel est conservé. En Souabe il s'agit de la terminaison du pluriel pour toutes les personnes (mia, ia, si machet).
À la première personne du pluriel, il existe également une forme plus récente qui est la plus fréquemment utilisée, sauf en fin de phrase dans une proposition subordonnée où cette forme est grammaticalement incorrecte : la terminaison -an est remplacée par la terminaison -ma, ce qui donne ici machma. L'origine de cette forme est expliqué plus bas dans le paragraphe Parenthèse historique.
Il existe cependant des verbes qui dévient de ce schéma car leur racine se termine en -g ou -b. La terminaison habituelle de l'infinitif, -n, devient alors respectivement -ng ou -m. On a alors un changement de racine pendant la déclinaison, comme dans leng (legen, poser, verbe faible) ou gem (geben, donner, verbe fort) :
| leng         | Singulier | Pluriel      |  | gem          | Singulier | Pluriel    |
| ------------ | --------- | ------------ |  | ------------ | --------- | ---------- |
| 1re personne | i leg     | mia leng(ma) |  | 1re personne | i gib     | mia gem(a) |
| 2e personne  | du legst  | eß legts             |  | 2e personne  | du gibst  | eß gebts           |
| 3e personne  | er legt   | se leng(t)   |  | 3e personne  | er gibt   | se gem(t)  |

Pour les verbes forts avec un -e- dans leur racine, on a de plus un changement de voyelle au singulier, le -e- devenant -i-, également à la première personne (au contraire de l'allemand où ce changement n'intervient que pour les deuxième et troisième personnes du singulier). On n'ajoute par contre pas d'Umlaut : er schlagt (allemand : er schlägt).

##### Impératif
L'impératif n'existe en bavarois, comme en allemand ou en français, que pour la deuxième personne (singulier et pluriel) ainsi que la première personne du pluriel et la forme de politesse (qui correspond en français à la deuxième personne mais qui en allemand et en bavarois se conjugue comme la troisième personne du pluriel). L'impératif se construit selon les règles suivantes :
- pour la deuxième personne du singulier, on utilise la racine du verbe sans terminaison, avec un changement de voyelle comme à l'indicatif présent pour les verbes forts. On n'utilise pas de pronom personnel sujet : måch!, får!, kimm!, gib!, ..;
- pour la deuxième personne du pluriel on ajoute à la racine la terminaison -ts, ce qui correspond à la forme de l'indicatif présent. L'usage du pronom personnel est facultatif : måchts!, fårts!, kemts!, gebts!, ...
- pour la première personne du pluriel, on utilise la forme de l'indicatif présent qui se termine par un -a. L'usage du pronom personnel est également facultatif : måchma!, fårma!, kemma!, gema!, ...
- pour la forme de politesse on ajoute -(a)n à la racine. Par ailleurs, l'usage du pronom personnel est cette fois obligatoire, sous sa forme contractée -'S: måchan'S!, fårn'S!, keman'S!, gem'S!, ...

##### Auxiliaires
Le bavarois utilise trois verbes auxiliaires : sei (sein, être), håm (haben, avoir) et doa(n) (tun, faire). En allemand standard, les trois auxiliaires sont sein, haben et werden.
sei (sein, être)
| Indicatif    | Singulier | Pluriel          |  | Subjonctif   | Singulier       | Pluriel           |
| ------------ | --------- | ---------------- |  | ------------ | --------------- | ----------------- |
| 1re personne | i bin     | mia sàn/hàn      |  | 1re personne | i wâr/wârad*    | mia wân/wâradn*   |
| 2e personne  | du bist   | eß sàts/hàts     |  | 2e personne  | du wâst/wârast* | eß wâts/wârats*   |
| 3e personne  | er is     | se sàn(t)/hàn(t) |  | 3e personne  | er wâr/wàrad*   | se wân(t)/wâradn* |

*Ces formes sont toutefois rares.

On trouve également les formes longues sàmma et hàmma à l'indicatif ainsi que wâma et wâradma au subjonctif. Le participe passé est gwen.
håm (haben, avoir)
| Indicatif    | Singulier | Pluriel     |  | Subjonctif   | Singulier | Pluriel  |
| ------------ | --------- | ----------- |  | ------------ | --------- | -------- |
| 1re personne | i hå(n)   | mia håmm(a) |  | 1re personne | i hedt    | mia hetn |
| 2e personne  | du håst   | eß håbts    |  | 2e personne  | du hest   | eß hets  |
| 3e personne  | er håd    | se håm(t)   |  | 3e personne  | er hedt   | se hetn  |

Le participe passé est ghåbt ou également ghåd dans certaines régions.
doa(n)/dua(n)/dean/dian (tun, faire)
Il existe pour doa(n) de nombreuses variantes régionales. La voyelle de la racine peut varier parmi -oa-/-ea- (principalement dans le moyen-bavarois ouest), -ua- (plutôt dans les dialectes de l'est) et -ia- (tirolien). Par ailleurs, un -n peut être ajouté à l'infinitif dans certaines régions.
| Indicatif    | Singulier | Pluriel        |  | Subjonctif   | Singulier        | Pluriel         |
| ------------ | --------- | -------------- |  | ------------ | ---------------- | --------------- |
| 1re personne | i dua     | mia dean/dàn   |  | 1re personne | i dàd/dâdad*     | mia dâdn/dâdadn |
| 2e personne  | du duast  | eß deats/dàts  |  | 2e personne  | du dàdst/dâdast* | eß dàts/dâdats  |
| 3e personne  | er duad   | se dean(t)/dàn |  | 3e personne  | er dàd/dâdad*    | se dàdn/dâdadn* |

* Ces formes sont rares et il existe une variante dans laquelle le -d- est remplacé par un -r- : i dàrad, etc. 

##### Verbes irréguliers
Certains verbes fréquemment utilisés sont sujets à des irrégularités, dont notamment :
gê (gehen, aller à pied)
| Indicatif    | Singulier | Pluriel          |  | Subjonctif   | Singulier    | Pluriel       |
| ------------ | --------- | ---------------- |  | ------------ | ------------ | ------------- |
| 1re personne | i gê      | mia gèngan/gèmma |  | 1re personne | i gàng(ad)   | mia gànga(d)n |
| 2e personne  | du gêst   | eß gèts          |  | 2e personne  | du gàng(a)st | eß gàng(a)ts  |
| 3e personne  | er gêd    | se gèngan(t)     |  | 3e personne  | er gàng(ad)  | se gànga(d)n  |

stê (stehen, être debout)
| Indicatif    | Singulier | Pluriel            |  | Subjonctif   | Singulier  | Pluriel            |
| ------------ | --------- | ------------------ |  | ------------ | ---------- | ------------------ |
| 1re personne | i stê     | mia stèngan/stèmma |  | 1re personne | i stànd    | mia stàndn/stàndma |
| 2e personne  | du stêst  | eß stè(g)ts        |  | 2e personne  | du stàndst | eß stànts          |
| 3e personne  | er stêd   | se stèngan(t)      |  | 3e personne  | er stànd   | se stàndn          |

#### Adjectifs

##### Déclinaison de l'adjectif
Comme en allemand, les adjectifs en position d'épithète se déclinent. La déclinaison diffère selon que l'adjectif accompagne un substantif avec article défini ou indéfini. La déclinaison indéfinie s'applique lorsque l'adjectif est substantivé (c'est-à-dire employé lui-même comme substantif). Les tableaux suivants illustrent ces deux formes sur l'adjectif sche (en allemand schön, en français beau), à la racine duquel on ajoute -n, à l'exception du neutre singulier :
| indéfini | masculin        | féminin          | neutre            | pluriel           |
| -------- | --------------- | ---------------- | ----------------- | ----------------- |
| nom. :   | a schena Mo     | a schene Frau    | a sches Kind      | oa schene Leid    |
| dat. :   | am schena(n) Mo | ana schenan Frau | am schena(n) Kind | oane schenan Leid |
| acc. :   | an schena(n) Mo | a schene Frau    | a sches Kind      | oa schene Leid    |

| défini | masculin        | féminin         | neutre            | pluriel         |
| ------ | --------------- | --------------- | ----------------- | --------------- |
| nom. : | da schene Mo    | t'schene Frau   | as schene Kind    | de schenan Leid |
| dat. : | im schena(n) Mo | da schenan Frau | am schena(n) Kind | de schenan Leid |
| acc. : | in schena(n) Mo | t'schene Frau   | as schene Kind    | de schenan Leid |

En position d'attribut du sujet, toujours comme en allemand, les adjectifs sont invariables :
| attribut   | masculin      | féminin        | neutre          | pluriel          |
| ---------- | ------------- | -------------- | --------------- | ---------------- |
| indéfini : | a Mo is sche  | a Frau is sche | a Kind is sche  | oa Leid sàn sche |
| défini :   | da Mo is sche | t'Frau is sche | as Kind is sche | de Leid sàn sche |

##### Comparatif et superlatif
En bavarois, le suffixe -a est utilisé pour la formation du comparatif. Dans certains cas, le radical est également modifié : ajout d'un umlaut, changement de voyelle ou de la consonne finale. La variante ouest du bavarois moyen fournit les exemples suivants :
| Changement                       | Adjectif | Comparatif     | Allemand   | Français              |
| -------------------------------- | -------- | -------------- | ---------- | --------------------- |
| Pas de changement :              | gscheid  | gscheida       | klug       | intelligent           |
|                                  | nei      | neiga / neicha | neu        | neuf                  |
|                                  | liab     | liawa          | lieb       | gentil, aimable       |
|                                  | schiach  | schiacha       | hässlich   | moche                 |
|                                  | hoagli   | hoaglicha      | wählerisch | difficile, fastidieux |
| Raccourcissement de la voyelle : | diaf     | diaffa         | tief       | profond               |
| a > e:                           | lang     | lenga          | lang       | long                  |
| o > e:                           | grob     | grewa          | grob       | grossier, bourru      |
|                                  | groß     | gressa         | groß       | grand                 |
| u > i:                           | dumm     | dimma          | dumm       | bête                  |
|                                  | gsund    | gsinda         | gesund     | sain                  |
| oa > ea:                         | broad    | breada         | breit      | large                 |
|                                  | gloa     | gleana         | klein      | petit                 |
|                                  | hoaß     | heaßa          | heiß       | chaud                 |
|                                  | woach    | weacha         | weich      | mou                   |
| oa > öi:                         | koid     | köida          | kalt       | froid                 |
| ua > ia:                         | kuaz     | kiaza          | kurz       | court                 |

La forme du superlatif varie selon les régions : alors qu'on utilise parfois une forme similaire au suffixe -st de l'allemand, dans d'autres cas c'est le comparatif qui sera employé en lieu et place du superlatif. Ainsi, la phrase « Max Müller est le plus grand des douze enfants. » (en allemand « Max Müller ist der größte der zwölf Knaben ») se traduit en bavarois par les variantes suivantes : « Vo de zwöif Buam is dà Müller Màx am gressan (comparatif) / am greßtn (superlatif) / ou plus rarement : dà greßte/dà gressane. »
À côté de cette construction du superlatif (dite faible), on trouve aussi pour certains adjectifs une flexion forte :
| Construction | Adjectif | Comparatif | Superlatif  | Allemand | Français   |
| ------------ | -------- | ---------- | ----------- | -------- | ---------- |
| forte :      | guad     | bessa      | am bessan   | gut      | bien, bon  |
|              | stâd     | leisa      | am leisan   | leise    | silencieux |
| faible :     | deia     | deiriga    | am deirigan | teuer    | cher       |

#### Adverbes
En bavarois (mais pas en allemand standard), on différencie les adverbes des adjectifs à partir desquels ils sont formés en leur ajoutant la terminaison -a ou -e. Par exemple :
Des schmeggt koida bessa. - Das schmeckt kalt besser. (c'est meilleur froid.)

Fast hèttn's'n lewada eigråm. - Fast hätten sie ihn lebendig eingegraben. (ils l'auraient presque enterré vivant.)

A so dreggada kimmstma ned ins Haus! - So dreckig kommst du mir nicht ins Haus! (tu n'entres pas si sale chez moi !)

#### Les nombres
Les nombres en bavarois se terminent pour la plupart en -e. Ils sont invariables et ne se déclinent donc pas. oas, pour le nombre 1 fait toutefois exception.
Les nombres contiennent souvent des successions de consonnes inhabituelles, qui les rendent difficilement prononçable pour un locuteur dont ce n'est pas la langue maternelle. Voici une liste des nombres les plus importants :
| 1  | oas    |  | 11 | öife    |  | 21 | oanazwånzge   |  |     |         |  |      |             |
| 2  | zwoa   |  | 12 | zwöife  |  | 22 | zwoarazwånzge |  |     |         |  | 200  | zwoahundad  |
| 3  | drei   |  | 13 | dreizea |  | 23 | dreiazwånzge  |  |     |         |  | 300  | dreihundad  |
| 4  | fiare  |  | 14 | fiazea  |  | 24 | fiarazwånzge  |  | 40  | fiazge  |  | 400  | fiahundad   |
| 5  | fimfe  |  | 15 | fuchzea |  | 25 | fimfazwånzge  |  | 50  | fuchzge |  | 500  | fimfhundad  |
| 6  | sechse |  | 16 | sechzea |  | 26 | sechsazwånzge |  | 60  | sechzge |  | 600  | sechshundad |
| 7  | sieme  |  | 17 | sibzea  |  | 27 | simmazwånzge  |  | 70  | sibzge  |  | 700  | simhundad   |
| 8  | åchte  |  | 18 | åchzea  |  | 28 | åchtazwånzge  |  | 80  | åchtzge |  | 800  | åchthundad  |
| 9  | neine  |  | 19 | neizea  |  | 29 | neinazwånzge  |  | 90  | neinzge |  | 900  | neihundad   |
| 10 | zene   |  | 20 | zwånzge |  | 30 | dreißge       |  | 100 | hundad  |  | 1000 | dausnd      |

Les nombres substantivés sont en bavarois masculins, contrairement à l'allemand standard où ils sont féminins :
| da Nulla  | die Null (le zéro)   |  | da Åchta    | die Acht (le huit)       |
| da Oasa   | die Eins (le un)     |  | da Neina    | die Neun (le neuf)       |
| da Zwoara | die Zwei (le deux)   |  | da Zena     | die Zehn (le dix)        |
| da Dreia  | die Drei (le trois)  |  | da Öifa     | die Elf (le onze)        |
| da Fiara  | die Vier (le quatre) |  | da Zwöifa   | die Zwölf (le douze)     |
| da Fimfa  | die Fünf (le cinq)   |  | da Dreizena | die Dreizehn (le treize) |
| da Sechsa | die Sechs (le six)   |  | da Dreißga  | die Dreißig (le trente)  |
| da Simma  | die Sieben (le sept) |  | da Hundada  | die Hundert (le cent)    |

## Lexique

### Salutations
La bavarois dispose d'une grande variété de formes pour saluer ou prendre congé. Voici les plus importantes d'entre elles :
| Bavarois                                        | Utilisation                                                                | Équivalent allemand | Transcription littérale / Explication |
| ----------------------------------------------- | -------------------------------------------------------------------------- | ------------------- | --- |
| servus!/seavas!                                 | Familier - Saluer/prendre congé                                            | hallo/tschüs!       | Existe également en allemand standard et dans diverses langues d'Europe centrale. Provient du latin servus (serviteur ou esclave). Forme raccourcie de « je suis à ton service. » |
| (hawe-)dere!                                    | Familier, voir intime - Saluer/prendre congé                               | Aucun               | « (Ich) habe die Ehre! » / « (J')ai l'honneur ! » |
| griaß di (God)!                                 | Familier - Saluer                                                          | grüß dich!          | « (Es) grüße dich (Gott)! » / « Que (Dieu) te salue ! » |
| griaß enk/eich (God)!                           | Familier - Saluer                                                          | grüß euch!          | « (Es) grüße euch (Gott)! » / « Que (Dieu) vous salue ! » (« vous » pluriel) |
| griaß Eana (God)!                               | Formel - Saluer                                                            | guten Tag!          | « (Es) grüße Sie (Gott)! » / « Que (Dieu) vous salue ! » (« vous » de politesse)                                                                                                  |
| griaß God!                                      | Formel - Saluer                                                            | guten Tag!          | « (Es) grüße (Sie) Gott! » / « Que Dieu (vous) salue ! » (« vous » de politesse)                                                                                                  |
| pfiaddi (God)!                                  | Familier - Prendre congé                                                   | auf Wiedersehen!    | « (Es) behüte dich (Gott)! » / « Que (Dieu) te garde ! » |
| pfiat enk/eich (God)!                           | Familier - Prendre congé                                                   | auf Wiedersehen!    | « (Es) behüte euch (Gott)! » / « Que (Dieu) vous garde ! » (« vous » pluriel) |
| pfiat Eana (God)!                               | Formel - Prendre congé                                                     | auf Wiedersehen!    | « (Es) behüte Sie (Gott)! » / « Que (Dieu) vous garde ! » (« vous » de politesse)                                                                                                 |
| pfia God!                                       | Formel - Prendre congé                                                     | auf Wiedersehen!    | « (Es) behüte (Sie) Gott! » / « Que Dieu (vous) garde ! » (« vous » de politesse)                                                                                                 |
| (af) Widaschaung!                               | Formel - Prendre congé                                                     | auf Wiedersehen!    | „Auf Wiederschaun!“ / « Au revoir ! » |
| bà-bà! (accent tonique sur la deuxième syllabe) | Très familier - Prendre congé                                              | auf Wiedersehen!    | Utilisé principalement en Autriche - Comparable à l'anglais bye-bye! |
| gua(d) Moang!                                   | Formel - Saluer (le matin)                                                 | guten Morgen!       | « Bon matin ! » |
| Moang!/Moing!                                   | Familier - Saluer (le matin)                                               | (guten) Morgen!     | « (Bon) matin !» |
| guan’Åmd!                                       | Formel - Saluer (le soir)                                                  | guten Abend!        | « Bonsoir ! » |
| guade Nåcht/guad’ Nacht!                        | Familier et formel - Prendre congé (tard le soir)                          | gute Nacht          | « Bonne nuit ! » |
| guad enk/eich Nåcht!                            | Familier - Prendre congé (tard le soir)                                    | gute Nacht!         | « gut euch Nacht! » / « Bonne nuit à vous ! » (« vous » pluriel) |
| an Guadn!                                       | Familier et formel - Saluer (à l'heure du repas)                           | guten Appetit!      | « einen Guten (Appetit)! » / « Un bon (appetit) ! » |
| Moizeid!                                        | Familier et formel - Saluer (à midi - pas nécessairement pendant le repas) | guten Mittag!       | « Mahlzeit! » / « Heure du repas ! » |

Remarque : bien que « Enk » corresponde au « vous » pluriel, il est parfois utilisé comme forme de politesse (signalé à l'écrit par la majuscule).

### Vocabulaire spécifique

#### La semaine
Les noms de jours présentés ci-après s'éloignent beaucoup de l'allemand classique. Ils ont en effet été influencés par le gotique, autre langue germanique aujourd'hui éteinte. Ils sont toutefois en voie de disparition et ne sont encore employés que dans les zones rurales. De nombreux locuteurs bavarois ne les connaissent d'ailleurs pas.
| Français | Bavarois (Allemand)        | Explications                                                                                               |
| -------- | -------------------------- | --- |
| Lundi    | Manda (Montag)             | Même racine que le mot allemand (jour de la lune)                                                          |
| Mardi    | Iada (Dienstag)            | Également Ertag (abrégé de Ergetag) - Provient du grec « jour d'Arès » (l'équivalent grec de Mars).        |
| Mercredi | Migga (Mittwoch)           | Forme contractée du mot allemand.                                                                          |
| Jeudi    | Binda (Donnerstag)         | Également Pfinztag - Dérive du grec penté (cinq). C'est donc le cinquième jour (dimanche étant le premier) |
| Vendredi | Freida (Freitag)           | Provient comme le mot allemand de la déesse Freyja                                                         |
| Samedi   | Samsta (Samstag/Sonnabend) | Provient comme le mot allemand Samstag de l'hébreu (shabbat)                                               |
| Dimanche | Sunda (Sonntag)            | Même origine que le mot allemand (jour du soleil)                                                          |

## Écriture du bavarois
Le bavarois étant souvent écrit (par des poètes ou des musiciens par exemple), certaines conventions d'écriture se sont imposées, qui ont été utilisées dans cet article. Souvent une orthographe proche de celle de l'allemand standard est utilisée bien que la prononciation soit différente. Voici quelques indications concernant la prononciation des conventions d'écriture utilisées :
- Le r après une voyelle, à l'exception de a, et avant une consonne (également en fin de mot) devient généralement un a semi-ouvert (à). Certains Bavarois prononcent parfois un r fortement roulé après o ou u.
- Le r après un a, avant une consonne, est au contraire souvent prononcé et dans ce cas fortement roulé, comme c'est le cas avant une voyelle. Ceci s'applique également en fin de mot.
- -er non accentué est prononcé comme un a semi-ouvert mais plus court.
- Concernant le a et ses variantes, reportez vous à la section #Phonologie ci-avant.
- ä et ö sont prononcés comme e en allemand (é en français) et ü comme i, même si les linguistes notent de légères différences.
- äi et öi se prononcent à peu près comme l'anglais ai dans pain.
- ei se prononce comme en allemand (à peu près aïe) avec parfois une légère déviation vers äi.
- g avant f, s et sch se prononce k. gh se prononce systématiquement k : ghabt, ghåitn et ainsi de suite. À titre d'anecdote, ceci est également valable dans le mot Joghurt. Pour cette raison, l'écriture Jogurt (les deux orthographes existent en allemand) semble curieuse à beaucoup de Bavarois.

## Littérature
- (de) Ludwig Merkle, Bairische Grammatik (Heimeran Verlag, Munich 1976)
- (de) Karl Weinhold, Bairische Grammatik (Berlin 1876)